# Zeeachterlichtmos
Zeeachterlichtmos (Schistidium maritimum) is een soort mos uit het geslacht Schistidium (achterlichtmos).

## Ecologie
Zeeachterlichtmos is een halofiel en komt voor op stenige standplaatsen in de spatzone van zeewater. In Nederland is dit de enige mossoort die in dit milieu voorkomt.

### Syntaxonomie
In de syntaxonomie staat zeeachterlichtmos te boek als een kensoort van de associatie van gewoon kusttakmos (Ramalinetum siliquosae).

## Ondersoorten
- S. maritimum subsp. maritimum
- S. maritimum subsp. piliferum (I. Hagen) B. Bremer